# Condado de Murray (Nova Gales do Sul)

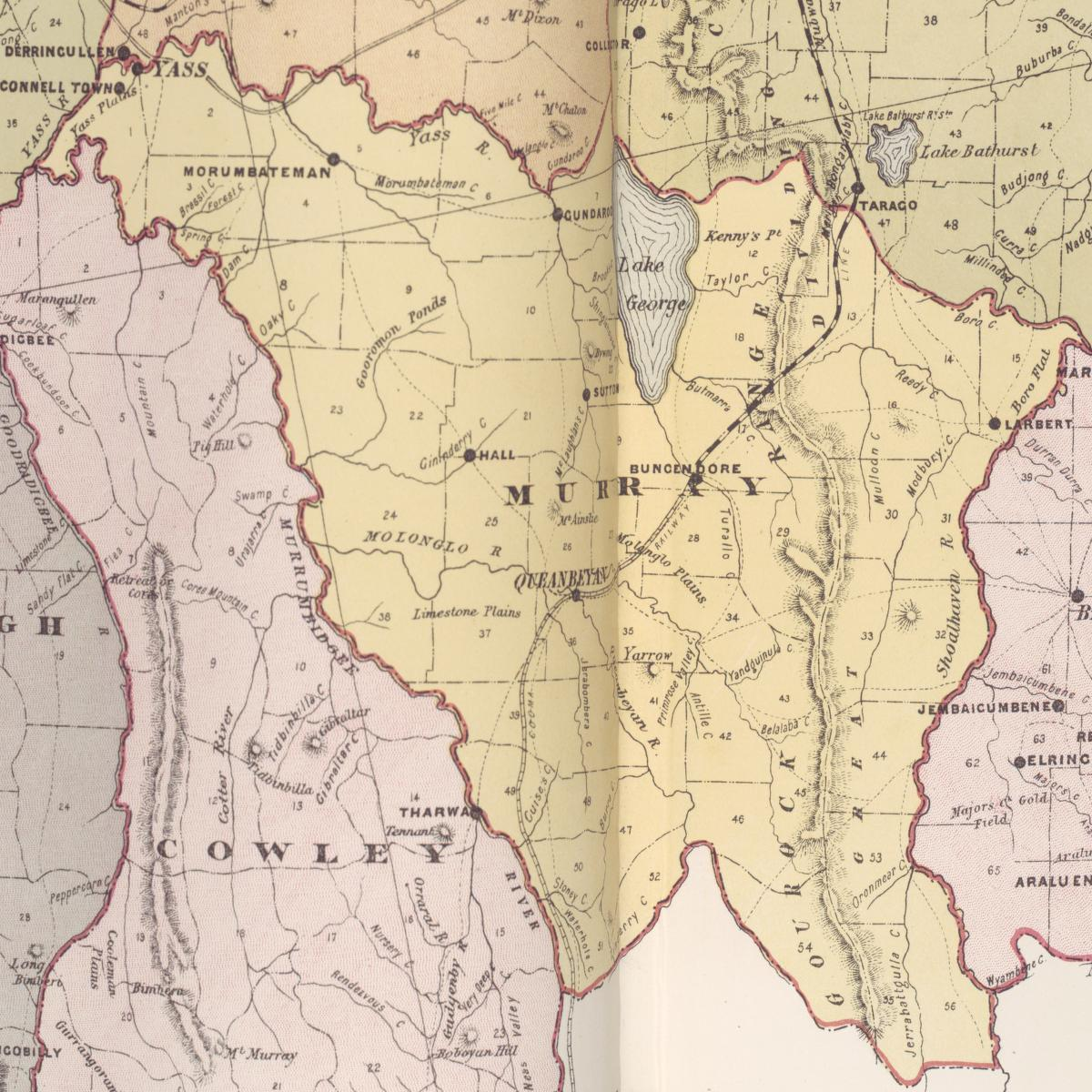
Mapa do condado de Murray em 1886

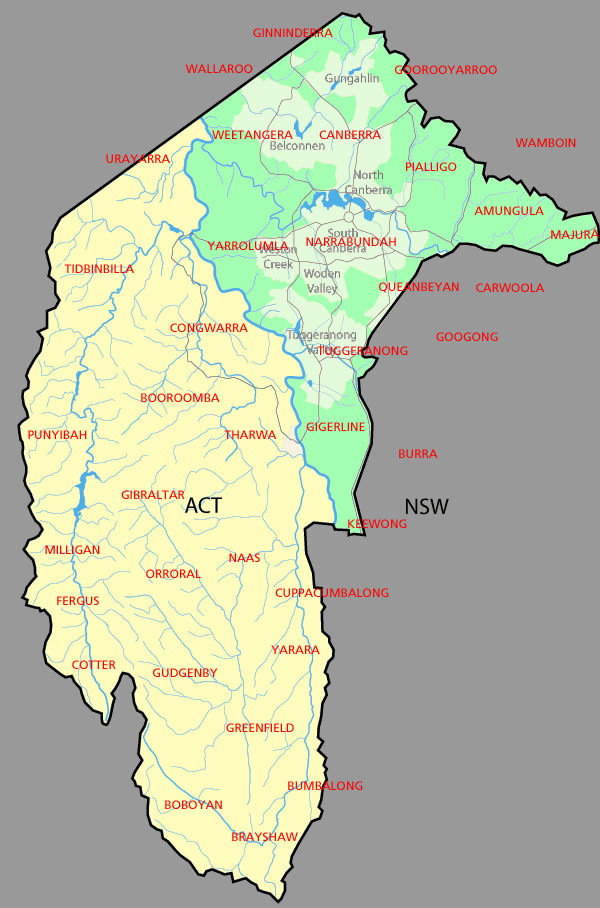
Mapa mostrando paróquias (rotulado em vermelho) na área ACT. Condado de Murray mostrado em verde.

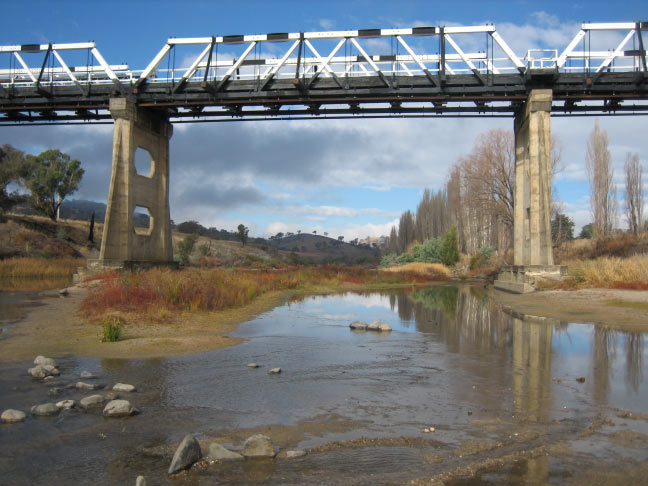
Olhando para o sul perto da ponte Tharwa; O rio Murrumbidgee formou o limite entre Murray, à esquerda e Cowley à direita. Esta terra é agora parte do Território da Capital da Austrália e não em nenhum condado.

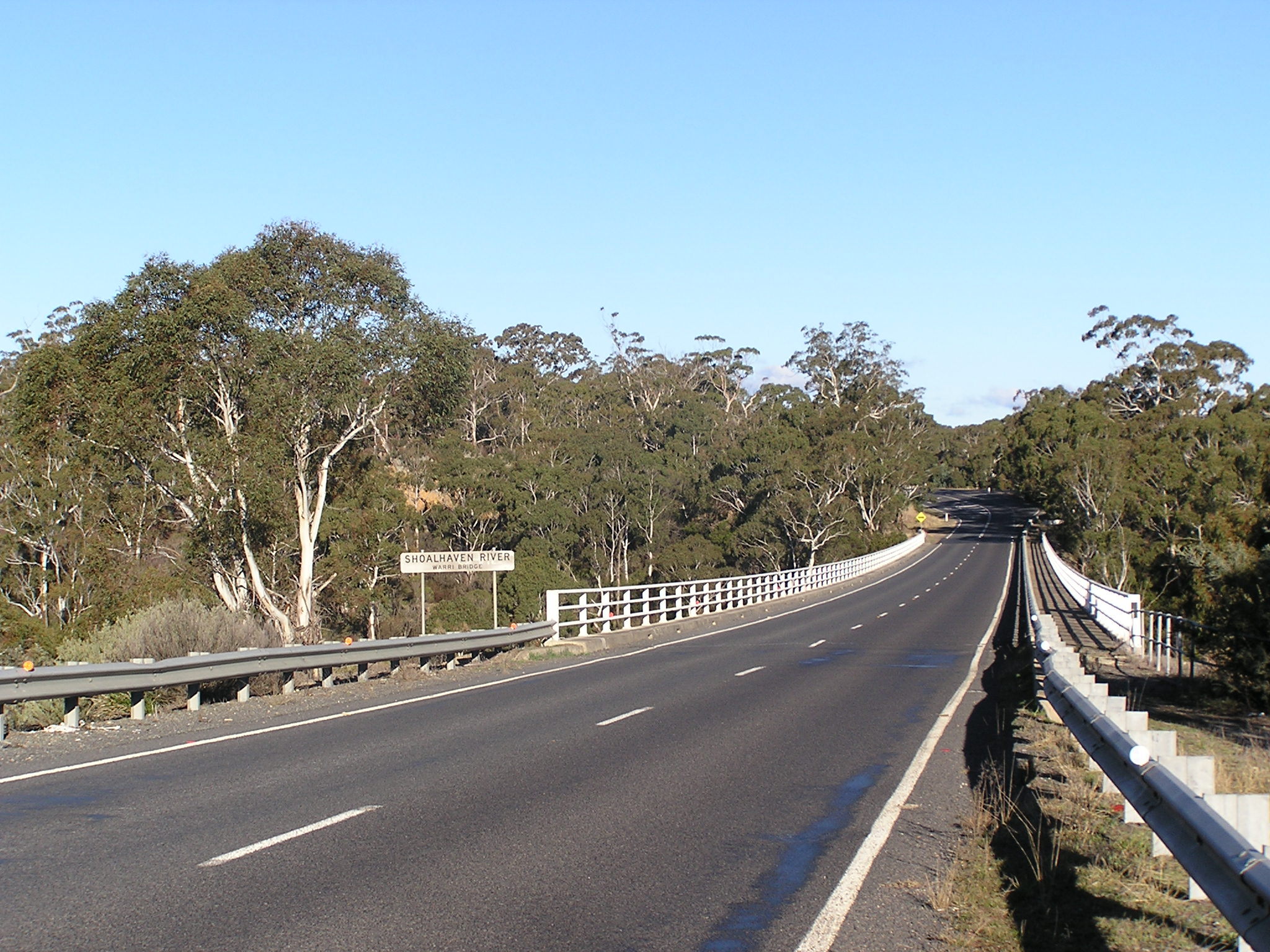
Ponte sobre o rio Shoalhaven, perto de Braidwood; o rio é o limite entre Murray e St Vincent.

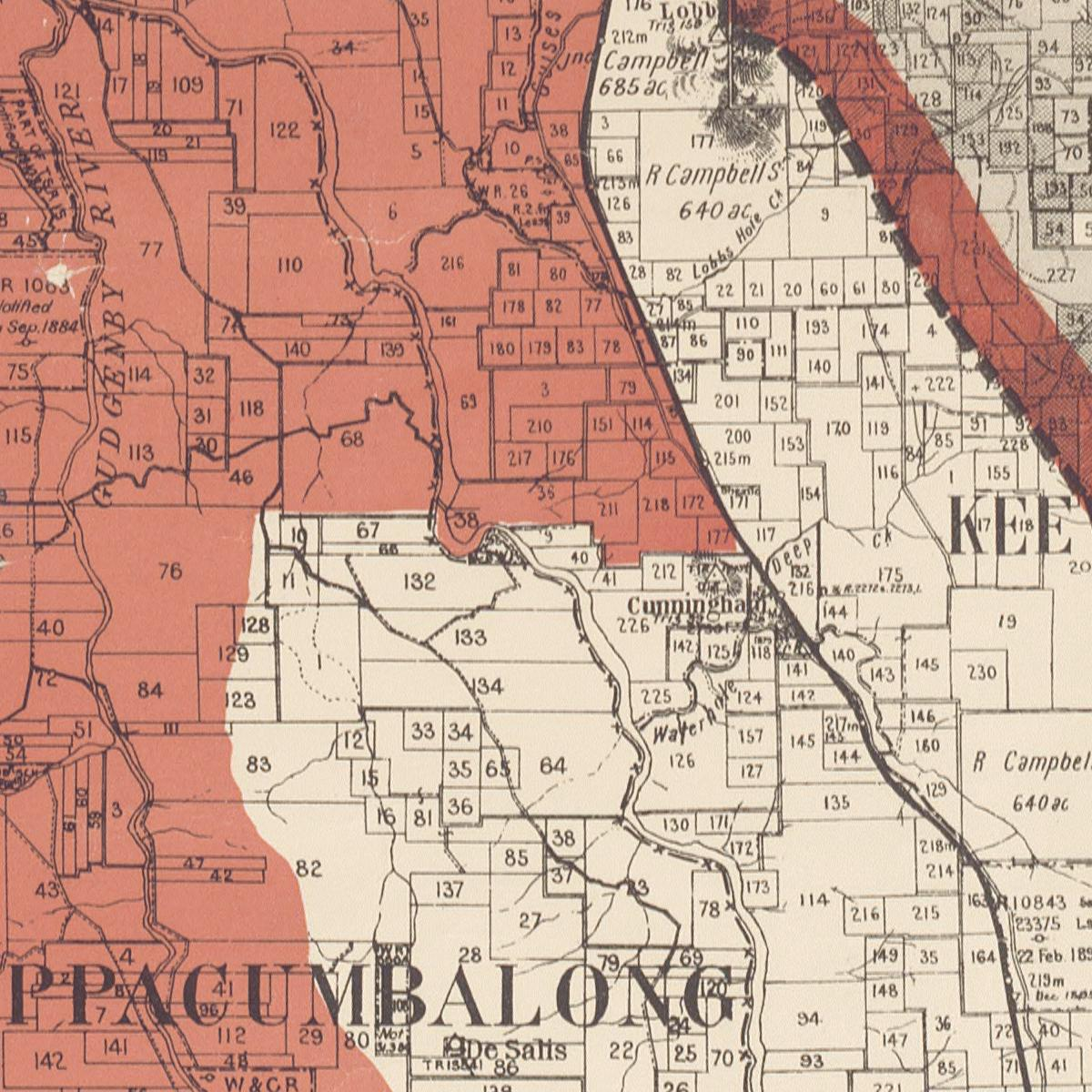
Mapa cadastral de 1909 que mostra a pequena parte da fronteira ACT-NSW Determinado pelos limites da propriedade nas paróquias de Keewong, Condado de Murray e Cuppacumbalong, Condado de Cowley

Condado de Murray foi um dos dezenove condados originais na Nova Gales do Sul e é agora um dos 141 Divisões administrativas de terras de Nova Gales do Sul. Incluiu a área que agora é parte de Canberra e Até ao norte Lago George e Yass. Foi originalmente delimitada no oeste pelo rio Murrumbidgee, ao leste pelo rio Shoalhaven e ao norte pelo rio Yass. Uma grande área do condado foi transferido para o governo da Commonwealth em 1909 na Assinatura do Acto de Aceitação do Governo para fazer parte do Território da Capital da Austrália, juntamente com terras na Condado de Cowley. Desde então, a borda ACT agora faz parte do limite ocidental. Parte da borda de ACT é determinada por limites de propriedade na Paróquia de Keewong, no Condado de Murray; especificamente, o extremo sul das porções 177, 218, 211, 36, e 38. Isso é mencionado no Ato de Aceitação do Governo de 1909.
O Condado de Murray é nomeado em homenagem ao tenente-governador, Sir George Murray (1772–1846). O distrito eleitoral dos condados unidos de Murray e São Vicente foi o primeiro distrito eleitoral para a área, entre 1856 e 1859.

## Paróquias dentro deste condado
As quatro paróquias de Canberra, Yarrolumla, Narrabundah e Gigerline tornou-se parte do Território da Capital da Austrália em 1911. Algumas das outras paróquias são menores do que no século XIX, devido à terra que está sendo retirada deles para o ACT; isso inclui Tuggeranong, Queanbeyan, Amungula, Pialligo, Goorooyarroo, Ginninderra e Weetangera.
Alterações nas paróquias na margem ACT / NSW, listadas no sentido horário a partir do noroeste:
- Quase toda a Paróquia de Weetangera torna-se parte da ACT, exceto para a pequena seção perto Ginninderra cai na 35° 12′ 22″ S, 148° 57′ 35″ L
- Uma pequena porção da Paróquia de Wallaroo torna-se parte do ACT em 35° 11′ 54″ S, 149° 00′ 00″ L (Localizado ao noroeste de Ginninderra Creek)
- Cerca de metade da Paróquia de Ginninderra junta-se ao ACT (incluindo Hall)
- Uma porção minúscula da Paróquia de Bedulluck Junta-se ao ACT, perto da ponta norte do território.
- Duas partes não contínuas da Paróquia de Goorooyarroo se juntam ao ACT, que representa cerca de dois quintos da área da paróquia no total. (área norte de Gungahlin)
- Quase todo a Paróquia de Pialligo se torna parte do ACT (inclui o atual aeroporto de Canberra e terra a leste do Monte Majura), exceto para um pequeno ponto em 35° 13′ 22″ S, 149° 12′ 29″ L (localizada entre as duas partes de Goorooyarroo que se tornaram parte do território.
- A maioria da Paróquia de Amungula Junta-se ao ACT, deixando dois segmentos não contíguos em ambos os lados da "arm" do território no nordeste; a seção norte ao redor 35° 15′ 50″ S, 149° 17′ 29″ L; o sul ao redor 35° 20′ 48″ S, 149° 19′ 49″ L
- Cerca de um quarto da Paróquia de Majura torna-se parte do ACT, isso deixa uma pequena área separada da parte principal da paróquia, em 35° 21′ 03″ S, 149° 22′ 00″ L
- Uma pequena seção da Paróquia de Carwoola Torna-se parte do ACT, esta está localizada entre o rio Molonglo e o Goulburn - Queanbeyan linha ferroviária em 35° 19′ 42″ S, 149° 17′ 45″ L
- Cerca de metade da Paróquia de Queanbeyan junta-se ao ACT (moderna Fyshwick Hume)
- Uma pequena porção da Paróquia de Keewong que é para o leste do rio Murrumbidgee em 35° 34′ 40″ S, 149° 07′ 28″ L junta-se ao ACT.

## Lista de Paróquias
Uma lista completa de paróquias encontradas neste condado (incluindo as quatro ex-paróquias de Canberra, Yarrolumla, Narrabundah e Gigerline que estão agora inteiramente no ACT ); seu atual LGA e mapear coordenadas para o centro aproximado de cada local é o seguinte:
| Paróquia                              | LGA                                    | Coordenadas                   |
| ------------------------------------- | -------------------------------------- | ----------------------------- |
| Amungula                              | Conselho Regional Queanbeyan-Palerang  | 35° 16′ 54″ S, 149° 18′ 04″ L |
| Ballallaba                            | Conselho Regional Queanbeyan-Palerang  | 35° 33′ 54″ S, 149° 28′ 04″ L |
| Barnet                                | Conselho Regional Queanbeyan-Palerang  | 35° 13′ 54″ S, 149° 42′ 04″ L |
| Bedulluck                             | Yass Valley Council                    | 35° 03′ 54″ S, 149° 05′ 04″ L |
| Boambolo                              | Yass Valley Council                    | 34° 59′ 54″ S, 148° 54′ 04″ L |
| Bullongong                            | Conselho Regional Queanbeyan-Palerang  | 35° 34′ 54″ S, 149° 24′ 04″ L |
| Burra                                 | Conselho Regional Queanbeyan-Palerangl | 35° 31′ 54″ S, 149° 13′ 04″ L |
| Butmaroo                              | Conselho Regional Queanbeyan-Palerang  | 35° 22′ 54″ S, 149° 30′ 04″ L |
| Bywong                                | Conselho Regional Queanbeyan-Palerang  | 35° 09′ 54″ S, 149° 20′ 04″ L |
| Canberra(antigo)                      | Território da Capital da Austrália     | 35° 14′ 20″ S, 149° 05′ 49″ L |
| Carwoola                              | Conselho Regional Queanbeyan-Palerang  | 35° 22′ 54″ S, 149° 18′ 04″ L |
| Currandooly                           | Conselho Regional Queanbeyan-Palerang  | 35° 14′ 54″ S, 149° 30′ 04″ L |
| Ellenden                              | Conselho Regional Queanbeyan-Palerang  | 35° 07′ 54″ S, 149° 30′ 04″ L |
| Fairy Meadow                          | Conselho Regional Queanbeyan-Palerang  | 35° 14′ 54″ S, 149° 37′ 04″ L |
| Gigerline(antigo)                     | Território da Capital da Austrália     | 35° 29′ 00″ S, 149° 06′ 00″ L |
| Ginninderra                           | Yass Valley Council                    | 35° 09′ 54″ S, 149° 04′ 04″ L |
| Googong                               | Conselho Regional Queanbeyan-Palerang  | 35° 25′ 54″ S, 149° 14′ 04″ L |
| Goorooyarroo                          | Conselho Regional Queanbeyan-Palerang  | 35° 10′ 54″ S, 149° 14′ 04″ L |
| Gundaroo                              | Yass Valley Council                    | 35° 01′ 54″ S, 149° 20′ 04″ L |
| Hume                                  | Yass Valley Council                    | 34° 53′ 54″ S, 148° 55′ 04″ L |
| Jeir                                  | Yass Valley Council                    | 35° 02′ 54″ S, 148° 59′ 04″ L |
| Jinero                                | Conselho Regional Queanbeyan-Palerang  | 35° 31′ 54″ S, 149° 36′ 04″ L |
| Jinglemoney                           | Conselho Regional Queanbeyan-Palerang  | 35° 25′ 54″ S, 149° 39′ 04″ L |
| Jinjera                               | Conselho Regional Queanbeyan-Palerang  | 35° 41′ 54″ S, 149° 29′ 04″ L |
| Keewong                               | Conselho Regional Queanbeyan-Palerang  | 35° 35′ 54″ S, 149° 12′ 04″ L |
| Krawarree                             | Conselho Regional Queanbeyan-Palerang  | 35° 41′ 54″ S, 149° 37′ 04″ L |
| Lago George                           | Conselho Regional Queanbeyan-Palerang  | 35° 05′ 54″ S, 149° 25′ 04″ L |
| Larbert                               | Conselho Regional Queanbeyan-Palerang  | 35° 14′ 54″ S, 149° 47′ 04″ L |
| Majura                                | Conselho Regional Queanbeyan-Palerang  | 35° 18′ 54″ S, 149° 25′ 04″ L |
| Merigan                               | Goulburn Mulwaree Council              | 35° 07′ 54″ S, 149° 37′ 04″ L |
| Molonglo                              | Conselho Regional Queanbeyan-Palerang  | 35° 24′ 54″ S, 149° 29′ 04″ L |
| Monkellan                             | Snowy Monaro Regional Council          | 35° 39′ 54″ S, 149° 12′ 04″ L |
| Mulloon                               | Conselho Regional Queanbeyan-Palerang  | 35° 19′ 54″ S, 149° 36′ 04″ L |
| Murrumbateman                         | Yass Valley Council                    | 34° 53′ 54″ S, 149° 01′ 04″ L |
| Nanima                                | Yass Valley Council                    | 34° 57′ 54″ S, 149° 02′ 04″ L |
| Narrabundah(antigo)                   | Território da Capital da Austrália     | 35° 19′ 51″ S, 149° 05′ 46″ L |
| Ollalulla                             | Conselho Regional Queanbeyan-Palerang  | 35° 38′ 54″ S, 149° 33′ 04″ L |
| Oronmear                              | Conselho Regional Queanbeyan-Palerang  | 35° 46′ 54″ S, 149° 33′ 04″ L |
| Conselho Regional Queanbeyan-Palerang | Conselho Regional Queanbeyan-Palerang  | 35° 25′ 54″ S, 149° 34′ 04″ L |
| Pialligo                              | Conselho Regional Queanbeyan-Palerang  | 35° 13′ 22″ S, 149° 12′ 29″ L |
| Purrorumba                            | Yass Valley Council                    | 35° 04′ 54″ S, 149° 20′ 04″ L |
| Queanbeyan                            | Conselho Regional Queanbeyan-Palerang  | 35° 20′ 54″ S, 149° 15′ 04″ L |
| Talagandra                            | Yass Valley Council                    | 35° 04′ 54″ S, 149° 12′ 04″ L |
| Tantangera                            | Snowy Monaro Regional Council          | 35° 38′ 54″ S, 149° 17′ 04″ L |
| Thurralilly                           | Conselho Regional Queanbeyan-Palerang  | 35° 28′ 54″ S, 149° 31′ 04″ L |
| Toual                                 | Yass Valley Council                    | 34° 59′ 54″ S, 149° 11′ 04″ L |
| Tuggeranong                           | Conselho Regional Queanbeyan-Palerang  | 35° 25′ 54″ S, 149° 10′ 04″ L |
| Urialla                               | Conselho Regional Queanbeyan-Palerang  | 35° 33′ 54″ S, 149° 18′ 04″ L |
| Wallaroo                              | Yass Valley Council                    | 35° 08′ 54″ S, 148° 58′ 04″ L |
| Wamboin                               | Conselho Regional Queanbeyan-Palerang  | 35° 14′ 59″ S, 149° 22′ 04″ L |
| Warri                                 | Conselho Regional Queanbeyan-Palerang  | 35° 21′ 54″ S, 149° 40′ 04″ L |
| Warroo                                | Yass Valley Council                    | 34° 52′ 54″ S, 148° 49′ 04″ L |
| Weetangera                            | Yass Valley Council                    | 35° 12′ 54″ S, 148° 59′ 04″ L |
| Werriwa                               | Conselho Regional Queanbeyan-Palerang  | 35° 04′ 54″ S, 149° 31′ 04″ L |
| Yanununbeyan                          | Conselho Regional Queanbeyan-Palerang  | 35° 29′ 54″ S, 149° 24′ 04″ L |
| Yarrolumla(antigo)                    | Território da Capital da Austrália     | 35° 19′ 00″ S, 148° 59′ 13″ L |
| Yarrow                                | Conselho Regional Queanbeyan-Palerang  | 35° 27′ 54″ S, 149° 19′ 04″ L |
| Yass                                  | Yass Valley (Council)                  | 34° 50′ 14″ S, 148° 53′ 44″ L |